# Степанівка (Шосткинський район)
Степа́нівка — село в Україні, у Свеській селищній громаді Шосткинського району Сумської області. Населення становить 37 осіб. До 2020 орган місцевого самоврядування — Княжицька сільська рада.
Після ліквідації Ямпільського району 19 липня 2020 року село увійшло до Шосткинського району.

## Географія
Село Степанівка знаходиться на правому березі річки Муравейня, вище за течією на відстані 3 км розташоване село Веселий Гай. Через 1,5 км річка Муравейня зливається з річкою Смолянка і утворює річку Свісу.